# Dacrydium mayi
Dacrydium mayi là một loài thực vật hạt trần trong họ Podocarpaceae. Loài này được Van Houtte ex Gord. mô tả khoa học đầu tiên năm 1858.